# Єль (Айова)
Єль (англ. Yale) — місто (англ. city) в США, у окрузі Гатрі штату Айова. Населення — 267 осіб (2020).

## Географія
Єль розташований за координатами 41°46′31″ пн. ш. 94°21′26″ зх. д. / 41.77528° пн. ш. 94.35722° зх. д. (41.775372, -94.357212).  За даними Бюро перепису населення США в 2010 році місто мало площу 0,71 км², уся площа — суходіл.

## Демографія
Згідно з переписом 2010 року, у місті мешкало 246 осіб у 113 домогосподарствах у складі 68 родин. Густота населення становила 348 осіб/км².  Було 129 помешкань (182/км²).
Расовий склад населення:
| - 98,8 % — білих - 0,4 % — корінних американців - 0,4 % — чорних або афроамериканців |

До двох чи більше рас належало 0,4 %. Частка іспаномовних становила 0,0 % від усіх жителів.
За віковим діапазоном населення розподілялося таким чином: 25,2 % — особи молодші 18 років, 50,0 % — особи у віці 18—64 років, 24,8 % — особи у віці 65 років та старші. Медіана віку мешканця становила 45,0 року. На 100 осіб жіночої статі у місті припадало 85,0 чоловіків;  на 100 жінок у віці від 18 років та старших — 84,0 чоловіків також старших 18 років.
Середній дохід на одне домашнє господарство  становив 49 767 доларів США (медіана — 44 000), а середній дохід на одну сім'ю — 63 475 доларів (медіана — 53 194). Медіана доходів становила 37 031 долар для чоловіків та 35 625 доларів для жінок. За межею бідності перебувало 9,3 % осіб, у тому числі 8,2 % дітей у віці до 18 років та 6,5 % осіб у віці 65 років та старших.
Цивільне працевлаштоване населення становило 139 осіб. Основні галузі зайнятості: освіта, охорона здоров'я та соціальна допомога — 25,9 %, роздрібна торгівля — 10,8 %, фінанси, страхування та нерухомість — 10,1 %, будівництво — 9,4 %.